# Kompilacijski album
Kompilacijski album je glasbeni album, na katerem so pesmi enega ali več izvajalcev, pogosto iz več virov (studijski albumi, albumi v živo, glasbeni singli itd.). Pesmi so po navadi zbrane zaradi določene lastnosti, npr. popularnosti, žanra, vira ali tematike.
Pogoste vrste kompilacijskih albumov vključujejo:
- "Album največjih uspešnic", tudi "best of" ali "zbirka singlov", je zbirka najbolj znanih pesmi nekega izvajalca. Če izvajalec oz. skupina še naprej obstaja, na album največjih uspešnic pogosto vključijo eno ali več neizdanih pesmi, da spodbudijo oboževalce, da kupijo album, čeprav ostale pesmi že imajo.[1]
- Ostale kompilacije enega izvajalca, kot so redke pesmi ali zbirke B strani singlov, radijskih oddaj, filmskih soundtrackov ali pa zbirke pesmi z raznih albumov in EP-jev.
- Promocijske kompilacije ali samplerji so uspešna oblika promocije izvajalcev. Po navadi so taki albumi zastonj ali pa stanejo zelo malo. Prve samplerje je izdala založba Elektra Records v 1950-ih letih.